# Dastakert
Dastakert (in armeno Դաստակերտ?) è un comune di 303 abitanti (2010) della Provincia di Syunik in Armenia.